# Eta Pyxidis
Eta Pyxidis (η Pyxidis, förkortat Eta Pyx, η Pyx) som är stjärnans Bayerbeteckning, är en vid ensam stjärna belägen i den västra delen av stjärnbilden Kompassen. Den har en skenbar magnitud på 5,27 och är svagt synlig för blotta ögat där ljusföroreningar ej förekommer. Baserat på parallaxmätning inom Hipparcosuppdraget på ca 14,1 mas, beräknas den befinna sig på ett avstånd på ca 232 ljusår (ca 71 parsek) från solen. På det beräknade avståndet minskar stjärnans skenbara magnitud med en skymningsfaktor på 0,07 enheter på grund av interstellärt stoft.

## Egenskaper
Eta Pyxidis är en blå till vit stjärna i huvudserien av spektralklass A0 V. Den har en massa som är ca 2,5 gånger större än solens massa, en radie som är omkring dubbelt så stor som solens och utsänder från dess fotosfär ca 42 gånger mera energi än solen vid en effektiv temperatur på ca 11 600 K. 